# Doomsday Clock (Comics)
Ne doit pas être confondu avec Horloge de la fin du monde.
Doomsday Clock est un comics américain publié de 2017 à 2019 par DC Comics, écrite par Geoff Johns avec des illustrations du dessinateur Gary Frank et du coloriste Brad Anderson.  La série conclut l'histoire établie dans le New 52 et DC Rebirth ainsi qu'une suite directe du roman graphique Watchmen d'Alan Moore, Dave Gibbons et John Higgins, ce qui en fait le premier croisement officiel entre ces deux univers,.

## Synopsis
Dans l'univers de Watchmen, sept ans après le massacre de New York, les détails du journal de Rorschach ont finalement été publiés, révélant au monde entier la grande supercherie du plan d'Ozymandias. Désormais en fuite et ayant rassemblé plusieurs personnes, après s'être échappés de leur univers, ils vont tenter de retrouver le Docteur Manhattan afin de convaincre ce dernier de sauver leur monde qui a péri lors d'une guerre nucléaire.
Au même moment, dans l'univers DC, alors que la théorie complotiste des super-humains, selon laquelle le gouvernement fédéral des États-Unis a créé ses propres super héros, prend de l'ampleur, le monde se rapproche d'une crise internationale quand chaque pays décide de créer ou de recruter ses propres supers héros dans le but d'attaquer en premier.
Pendant ce temps, le Docteur Manhattan, dont on pense qu'il a délibérément manipulé l'univers post-Flashpoint, a une vision du futur qui s'arrête net sur les ténèbres. La dernière chose qu'il voit est un monde en ruine, où il se tient face à un Superman en colère qui s'apprête à le frapper. Le Docteur Manhattan se demande alors si Superman le tue ou si c'est lui qui finit par détruire toute la réalité.

## Réception
Doomsday Clock a été acclamé par la critique sur l'agrégateur de critiques Comic Book Roundup, il détient une note moyenne de 8,5 sur 10 de la part des critiques professionnels, sur la base de 438 critiques. DC Planet salue la richesse du récit et l'hommage à l'œuvre des deux univers mis ensemble. Les Comics.Fr salue le scénario général mais reproche un dessin parfois daté mais dont les détails restent minutieux tout en collant à l'ambiance. Batman Legende apprécie l'ambition des scénaristes en abordant des questions politiques et les hommages. Bien que Le Figaro trouve cette œuvre superficielle et parfois confuse, le comic se laisse lire.